# Shingi Ono
Shingi Ono (jap. 小野 信義, Ono Shingi; * 9. April 1974 in der Präfektur Tokio) ist ein ehemaliger japanischer Fußballspieler.

## Karriere
Ono erlernte das Fußballspielen in der Jugendmannschaft von Verdy Kawasaki. Seinen ersten Vertrag unterschrieb er 199 bei den Verdy Kawasaki. Der Verein spielte in der höchsten Liga des Landes, der J1 League. Im Juli 1996 wurde er an den Zweitligisten Denso ausgeliehen. Für den Verein absolvierte er 15 Spiele. 1997 kehrte er zu Verdy Kawasaki zurück. 1998 wechselte er zum Ligakonkurrenten Gamba Osaka. Für den Verein absolvierte er sechs Erstligaspiele. 1999 wechselte er zum Drittligisten Yokohama FC. 1999 und 2000 wurde er mit dem Verein Meister der Japan Football League und stieg in die J2 League auf. Für den Verein absolvierte er 236 Spiele. 2006 wechselte er zu New Wave Kitakyushu. Für den Verein absolvierte er 58 Spiele. Ende 2009 beendete er seine Karriere als Fußballspieler.

## Erfolge
Verdy Kawasaki
- J1 League

Meister: 1993, 1994
Vizemeister: 1995
- J.League Cup

Sieger: 1993, 1994
Finalist: 1996
- Kaiserpokal

Sieger: 1996